# Donnant donnant (film)
Cet article concerne un film. Pour le concept, voir Donnant-donnant.
Pour l’article homonyme, voir Un homme très recherché.
Pour plus de détails, voir Fiche technique et Distribution.
Donnant donnant est le troisième film d'Isabelle Mergault, sorti en France le 6 octobre 2010. Son titre pendant sa production et son tournage était Un homme très recherché.

## Synopsis
Constant est incarcéré après avoir commis un meurtre. Selon lui, ce n'était qu'un accident. Victime d'un accident vasculaire cérébral, il réussit à s'évader de l'hôpital. Après s'être réfugié sur une péniche abandonnée, il rencontre Silvia, une jeune femme qui identifie le fugitif. Pensant que Constant est un tueur professionnel, elle lui propose un marché : il doit assassiner Jeanne, sa mère adoptive dépressive dont elle convoite l'héritage, ou elle le livrera à la police. Constant accepte cette offre mais au lieu de tuer Jeanne, il la sauve d'une tentative de suicide.

## Fiche technique
- Titre français : Donnant donnant
- Réalisation : Isabelle Mergault
- Scénario : Jean-Pierre Hasson, Isabelle Mergault
- Décors : Maamar Ech-Cheikh
- Costumes : Charlotte Betaillole
- Photographie : Jérôme Alméras
- Montage : Véronique Parnet
- Musique : Cecilem
- Production : Christine Gozlan
- Sociétés de production : Gaumont, Thelma Films, France 2 Cinéma, Canal+ et CinéCinéma
- Société de distribution : Gaumont
- Pays d'origine :  France
- Langue : français
- Genre : comédie, romance
- Format : Couleur - 1,85:1 - 35 mm - Procédé cinématographique : Super 35
- Durée : 100 minutes (1 h 40)
- Dates de sortie : 
  - France et Belgique : 6 octobre 2010

## Distribution
- Daniel Auteuil : Constant
- Sabine Azéma : Jeanne
- Medeea Marinescu : Silvia
- Ariane Pirie : Martha
- Anne-Sophie Germanaz : Mauricette
- Jean-Louis Barcelona : Éric
- Christian Sinniger : Horace
- Julien Cafaro : Victor
- Géraldine Bonnet-Guérin : Alexia
- Jacques Sanchez : Vincent
- Bernard Alane : Le docteur Harvey
- Gilles Vajou : Lulu
- Timothé Riquet : Lucas
- Norbert Ferrer : Le gardien de prison
- Dominique Tuffano : Le policier à l'hôpital
- Laurence Badie : Margot
- Renato Murgida : L'agent de police
- Marie Battini : Nadège
- Nils Revilliod : Le guichetier à la gare
- Marie Lenoir : La voisine
- Roland Copé : Le patron du bistrot
- Tom Morton : Anthony
- Christian Gazio : Le prisonnier TV #1
- Choukri Gabteni : Le prisonnier TV #2
- Isabelle Tanakil : Françoise
- Michel Crémadès : L'homme à l'arrêt de bus
- Tadrina Hocking : Madame Lebrun
- Arnaud Romain : Le présentateur TV
- Daisy Sanchez : La mère de Lucas

## Accueil critique
La critique est globalement négative. 
Pour Les Inrockuptibles, il s'agit du « troisième navet d'affilée » réalisé par Isabelle Mergault. L'hebdomadaire rapporte que tout n'y est que « vague et cliché, torpeur et facilité ». Télérama relève des « situations improbables » et un « humour indigeste ». Pour Le Monde, il s'agit d'un « accident de cinéma » (expression également utilisée par Télérama), d'un film « déjà mort à son arrivée dans les salles ». Le Figaro emploie les termes de « navet » et de « naufrage » pour qualifier l'œuvre. Pour le journal, le film atteint « des sommets de bêtise et de niaiserie scénaristique ». Première souligne que la réalisatrice se rapproche de plus en plus du cinéma de Jean Becker et regrette les scories « d’un scénario à l’ironie inoffensive, aux dialogues faciles et aux rebondissements plats ». 
Xavier Leherpeur de Studio ciné live, en revanche, évoque une « comédie inégale mais sympathique », interprétée par Auteuil et Azéma « avec une gourmandise communicative ».

## Autour du film
- L'actrice roumaine Medeea Marinescu tenait le rôle féminin principal dans le premier film réalisé par Isabelle Mergault sorti en 2006, Je vous trouve très beau.
- La monteuse Véronique Parnet, la costumière Charlotte Betaillole et le coscénariste Jean-Pierre Hasson avaient déjà travaillé sur Enfin veuve (2008), le deuxième film d'Isabelle Mergault.